# Choromytilus chorus
Choromytilus chorus, llamado comúnmente choro zapato y choro maltón, es una especie de molusco bivalvo filtrador de la familia Mytilidae nativa de América del Sur, donde se la encuentra en las costas de Chile y Perú, específicamente desde Pacasmayo hasta el estrecho de Magallanes y Tierra del Fuego; habita profundidades entre los 4 y 20 m, adheridos a sustratos duros como rocas o piedras.

## Descripción
Las conchas son, en el exterior, de color pardo negruzco a violáceo y presentan líneas concéntricas (pero carecen de las costillas radiales o ranuras perpendiculares que distinguen a las cholgas (Aulacomya atra); tiene un diente en la valva derecha y dos en la izquierda. Internamente las valvas son nacaradas de un color más claro que la parte externa y sin líneas concéntricas. 
Entre ambas valvas se encuentra el cuerpo del choro, que es blando y está cubierto por un tejido llamado manto, que envuelve los órganos internos tales (masa visceral, palpos labiales, pie, branquias y gónadas). La diferencia de sexo entre hembras y machos está marcada por el color de las gónadas: las de las primeras son oscuras. Los espermatozoides de los machos y los ovocitos de las hembras se forman en las paredes de los folículos y en el momento de la puesta, son expulsados a la cavidad paleal por el poro genital y posteriormente al exterior a través del sifón exhalante.
Normalmente maduran sexualmente durante el primer año de vida en la época de primavera-verano siempre y cuando exista un adecuada cantidad de alimento y condiciones ambientales que permitan la formación de óvulos y espermios. La salinidad y la posición con respecto al fondo parecen no tener influencia directa en la elaboración de los productos sexuales o gametogénesis.  Cuando se ha conseguido la maduración sexual, los óvulos y espermios son liberados al agua, donde se produce la fecundación. Cuando los gametos se encuentran a punto para ser emitidos al medio, el animal entra en un estado inestable; se vuelve muy sensible a la menor excitación y ella responde con la emisión de los productos sexuales.  Por eso, cualquier variación brusca del medio —temperatura, salinidad, presión hidrostática, acción mecánica—, provoca la puesta. Justo después de la fecundación se segmenta el huevo y pasadas algunas horas aparece una larva ciliada que no posee concha ni se alimenta del medio; posteriormente se desarrolla en la llamada larva veliger, que sí posee concha y se alimenta; nada ayudándose de una estructura denominada velo. Su desarrollo es continuo, hasta alcanzar el estado premetamórfico o pediveliger, que se caracteriza por tener un tamaño que varía desde 240 a 300 micrones, un pie móvil, mancha ocular y  un velo que con el tiempo se va perdiendo. El pie le ayuda a desplazarse para buscar un sustrato; al encontrarlo se fija y adquiere el aspecto externo de un adulto recibiendo el nombre de postlarva; a partir de ese momento solamente se dedica a crecer, hasta alcanzar su talla comercial.

## Consumo humano

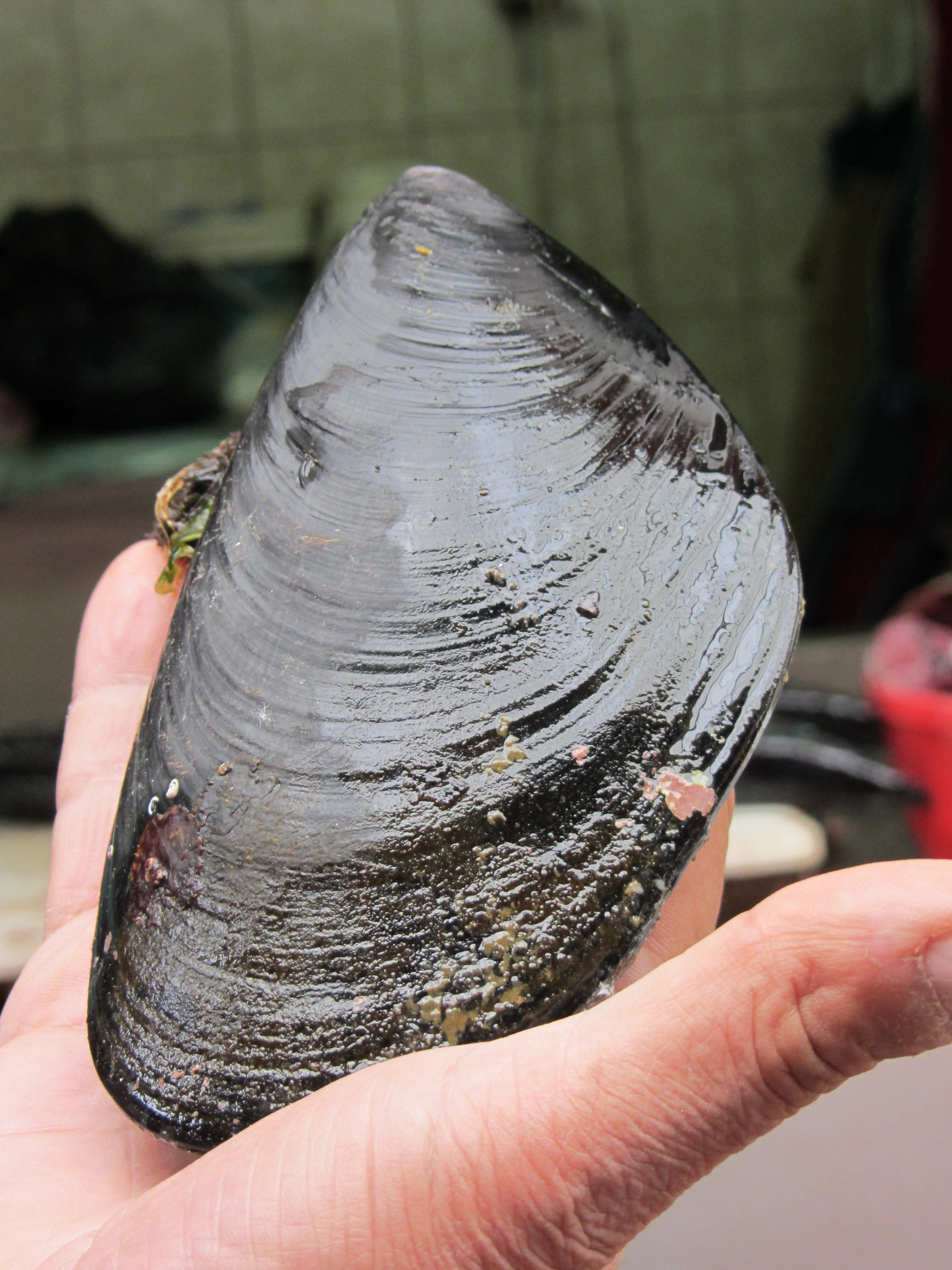
Choro zapato

Es una especie comestible, que llega a medir 200 mm de largo y forma parte de la comida típica de Chile. Precisamente por su gran tamaño y su alto valor alimenticio es una de las especies de mitílidos más apetecida, lo que condujo tempranamente, en los años 1940, a la sobreexplotación de los bancos naturales de Choromytilus chorus, por lo que el gobierno de la época propició el cultivo de esta especie en centros acuícolas en el sur del país (X región).
En Chile —el choro zapato se concentra principalmente entre la octava y undécima región, encontrándose en zonas de baja salinidad, especialmente en sector donde se mezcla agua dulce con agua de mar, zona denominada estuario— se han realizado estudios y experimentos para modificar genéticamente las gónadas de las hembras. Esto se debe que el color oscuro que presentan desagrada a algunas personas, por lo que para comercializar exitosamente esta especie, especialmente en el extranjero, los científicos tratan de otorgarle un tono más "apetecible" para el consumidor.
Se le encuentra introducido en el Reino Unido.